# Jimramov
Jimramov – miasto w gminie Zdziar nad Sazawą w kraju Wysoczyna w Czechach.
Miasto zajmuje 21,99 kilometrów kwadratowych, a populacja wynosi 1 185 osób.
Jimramov znajduje się około 22 kilometry na wschód od Zdziaru nad Sazawą, 53 kilometry na północny wschód od Igławy oraz 139 kilometrów na wschód od Pragi.
Miasto zostało doszczętnie ograbione i spalone przez wojska szwedzkie podczas wojny trzydziestoletniej.
Karel Slavíček, pierwszy czeski sinolog i autor pierwszej dokładnej mapy Pekinu, urodził się w Jimramovie w 1678.